# La Sucrera
La Sucrera (1957, al-Sukkariyya, de l'original en àrab السكرية) és la tercera part de Trilogia del Caire del Premi Nobel de Literatura egipci Naguib Mahfuz. La novel·la abasta el període de 1935 a 1944 i conclou la saga de tres generacions de la família Abd al-Gawwad.
La història de la família s'entrellaça amb els fets polítics que experimenta el Caire abans i durant la Segona Guerra Mundial.
El títol de la novel·la fa referència al carrer d'al-Sukkariyya, on és la casa de Jadwiga Shawkat i la seua família, a l'antic centre del Caire, o el Caire fatimí.

## Resum de la trama
Aquesta novel·la se centra en la tercera generació de la família al-Gawwad. La salut dels avis, Ahmad i Amina, decau, com l'aspecte de la seua casa al carrer de Bayn al-Qaṣrayn (Entre dos palaus). El senyor Ahmad deixa les seues antigues aventures amoroses per la malaltia i la vellesa. Mentre roman prostrat al llit, la seua esposa Amina gaudeix de certa llibertat, que li permet recórrer les diferents mesquites del Caire per resar per la seua família.
Aïxa, després de perdre la seua família, torna a casa dels seus pares, on s'esllangueix en solitud. La seua germana major, Jadwiga continua sent activa i dirigeix la seua família.
En aquesta darrera part de la Trilogia, el desencís amb el partit Wafd és palés, perquè ha fracassat en l'objectiu d'assolir una independència real per a Egipte. Les tropes britàniques encara són a la vall del Nil i els seus consellers continuen intervenint en la política estatal. Per això, els nets de la família Abd al-Gawwad en segueixen altres alternatives. Ridwan, fill de Yasin, s'afilia al moviment Sa'adista, després del Wafd, i forma un partit amb l'objectiu de tornar a la ideologia original del líder nacionalista Saad Zaghloul. Els fills de Jadwiga, però, opten per tendències oposades. El major, Abd al-Muním Shawkat, s'uneix als Germans Musulmans, i el menor, Ahmad Shawkat, segueix una ideologia comunista. Part de la novel·la tracta la confrontació ideològica dels dos germans, sobretot en el debat entre fe i ciència. A la fi, tots dos són detinguts i acaben a la mateixa cel·la a la presó.
La novel·la conclou quan Amina agonitza, alhora que una neta seua és a punt de donar a llum el primer integrant de la quarta generació de la família.